# Steinhaus-Moser-Notation
Die Steinhaus-Moser-Notation ist eine Darstellungsweise für sehr große Zahlen. Sie wurde 1950 von dem polnischen Mathematiker Hugo Steinhaus als Kreisnotation vorgeschlagen und später durch den Österreicher Leo Moser auf die Polygonnotation erweitert. Beide basieren auf der Notation hoher Potenzen durch geometrische Symbole.

## Kreisnotation
Das Symbol  bezeichnet die Zahl {\displaystyle n^{n}}.
Dann steht  für die Zahl „n in n ineinandergeschachtelten Dreiecken“ sowie  für „n in n ineinandergeschachtelten Vierecken“.
Eine 2 im Viereck entspräche somit einer 2 in zwei ineinandergeschachtelten Dreiecken, also der Zahl
{\displaystyle \left(2^{2}\right)^{\left(2^{2}\right)}=4^{4}=256}.
Eine 3 im Viereck entspräche somit einer 3 in drei ineinandergeschachtelten Dreiecken, also der Zahl
{\displaystyle \left(3^{3}\right)^{\left({3^{3}}\right)^{\left(3^{3}\right)}}=27^{27^{27}}\approx 10^{634704607339355474571695927232512278791}}.
Doch bereits die Zahl  ist mit dem gewöhnlichen Zahlensystem kaum mehr darstellbar, da die Exponenten der Zahl selbst ständig exponentiell anwachsen (jede neugebildete Zahl wird mit sich selbst potenziert, die hierdurch erzeugte Zahl wieder mit sich selbst und so weiter). Siehe hierzu auch den Abschnitt unten.

## Polygonnotation
Der Grundaufbau der Polygonnotation oder Vielecknotation ist derselbe wie der der Kreisnotation, nur folgt auf das Viereck nicht der Kreis als größtes Element, sondern es werden Fünf-, Sechs-, Siebenecke oder gar noch höhere angefügt. Damit sind noch deutlich größere Zahlen darstellbar.  entspricht also n in n ineinandergeschachtelten Vierecken und ist äquivalent zu  in der Kreisnotation.
Allgemein steht „{\displaystyle n} in einem {\displaystyle (m+1)}-seitigen Polygon“ für „die Zahl n in n m-seitigen ineinandergeschachtelten Polygonen“.

## Von Steinhaus und Moser benannte Zahlen
- ein Mega ist die Zahl, die einer 2 im Kreis (bzw. Fünfeck) entspricht ().
- ein Megiston ist die Zahl, die einer 10 im Kreis (bzw. Fünfeck) entspricht ().
- Mosers Zahl ist die Zahl, die einer 2 in einem Megagon, also einem Polygon mit  Seiten, entspricht.

## Alternative Notation
{\displaystyle M(n,m,p)} sei die Zahl, die durch die Zahl n in m ineinandergeschachtelten p-seitigen Polygonen dargestellt wird. Damit gilt:
- {\displaystyle M(n,1,3)=n^{n}}
- {\displaystyle M(n,1,p+1)=M(n,n,p)}
- {\displaystyle M(n,m+1,p)=M(M(n,1,p),m,p)}

- {\displaystyle \mathrm {Mega} =M(2,1,5)=M(256,256,3)}
- {\displaystyle \mathrm {Moser} =M(2,1,M(2,1,5))}

## Mega
entspricht einer Zwei in zwei Vierecken, also einer Zwei in zwei Dreiecken, die alle zusammen in einem Viereck sind. Das wiederum entspricht 256 in einem Viereck, also einer 256 in 256 ineinandergeschachtelten Dreiecken, also
{\displaystyle \left(\left(\left(256^{256}\right)^{\left(256^{256}\right)}\right)^{\left(\left(256^{256}\right)^{\left(256^{256}\right)}\right)}\right)^{\left(\left(\left(256^{256}\right)^{\left(256^{256}\right)}\right)^{\left(\left(256^{256}\right)^{\left(256^{256}\right)}\right)}\right)}\ldots }
(Dies ist erst die Darstellung nach Auflösung des vierten der 256 Dreiecke!)
Nach Auflösung des ersten Dreiecks ist mit der Zahl {\displaystyle 3{,}2\cdot 10^{616}} (in Worten: zweiunddreißig Billiarden Zentillionen) weiterzurechnen.
In Funktionenschreibweise könnte Mega wie folgt dargestellt werden:
{\displaystyle f(x):=x^{x}}
{\displaystyle \mathrm {Mega} =f^{256}(256)=f^{258}(2)} (Die hochgestellten Zahlen stehen für die Komposition von Abbildungen; f wird 256-mal mit sich selbst verknüpft.)
Im Folgenden soll versucht werden, die Zahl Mega anzunähern:
Es ist anzumerken, dass nach den ersten Potenzierungsschritten der Wert von {\displaystyle n^{n}} etwa gleich {\displaystyle 256^{n}} ist. Tatsächlich ist der Wert sogar ungefähr gleich {\displaystyle 10^{n}}. Es folgt:
{\displaystyle M(256,1,3)\approx 3{,}23\cdot 10^{616}}
{\displaystyle M(256,2,3)\approx 10^{1{,}99\cdot 10^{619}}} ({\displaystyle \log _{10}616} wird zu den 616 hinzugefügt)
{\displaystyle M(256,3,3)\approx 10^{10^{1{,}99\cdot 10^{619}}}} ({\displaystyle 619} wird der {\displaystyle 1{,}99\cdot 10^{619}} hinzugefügt und ist vernachlässigbar. Dafür wird eine 10 an der Basis hinzugefügt.)
{\displaystyle M(256,4,3)\approx 10^{10^{10^{1{,}99\cdot 10^{619}}}}}
...
{\displaystyle \mathrm {Mega} =M(256,256,3)\approx (10\uparrow )^{255}1{,}99\cdot 10^{619}}, wobei {\displaystyle (10\uparrow )^{255}} für eine Komposition der Funktion {\displaystyle f(n)=10^{n}} steht.
Damit ist
{\displaystyle 10\uparrow \uparrow 257<\mathrm {Mega} <10\uparrow \uparrow 258}

## Mosers Zahl
Es konnte bewiesen werden, dass Mosers Zahl, obwohl sie selbst extrem groß ist, immer noch winzig im Vergleich zu Grahams Zahl ist.